# Clubiona praematura
Clubiona praematura är en spindelart som beskrevs av James Henry Emerton 1909. Clubiona praematura ingår i släktet Clubiona och familjen säckspindlar. Inga underarter finns listade i Catalogue of Life.